# Super Street Fighter II Turbo
Super Street Fighter II Turbo is een computerspel dat werd uitgegeven door Matsushita Electric Corporation of America. Het spel kwam in 1994 uit voor de 3DO. Later volgden ook andere homecomputers.

## Platforms
| Jaar | Platform   |
| ---- | ---------- |
| 1994 | 3DO        |
| 1995 | Amiga, DOS |
| 1996 | Amiga CD32 |
| 2000 | Dreamcast  |

## Ontvangst
| Beoordeeld door                      | Platform   | Datum            | Score |
| ------------------------------------ | ---------- | ---------------- | ----- |
| HonestGamers                         | 3DO        | 13 december 2003 | 100%  |
| Game Players                         | 3DO        | januari 1995     | 96%   |
| Video Games & Computer Entertainment | 3DO        | februari 1995    | 90%   |
| PC Games (Duitsland)                 | DOS        | mei 1995         | 82%   |
| Electronic Gaming Monthly (EGM)      | 3DO        | januari 1995     | 80%   |
| Power Play                           | DOS        | mei 1995         | 79%   |
| PC Gamer                             | DOS        | augustus 1995    | 78%   |
| PC Player (Duitsland)                | DOS        | mei 1995         | 70%   |
| Amiga Games                          | Amiga CD32 | januari 1996     | 38%   |
| Amiga Power                          | Amiga      | april 1996       | 25%   |